# Малая Лата
Ма́лая Лата́ — упразднённый в декабре 1976 года посёлок, бывшее спецпоселение, трудпосёлок Новолялинского района Свердловской области. В 1954—1969 годах — центр Малолатинского сельсовета. На месте посёлка существует урочище.

## География
Посёлок располагался в 7 км к востоку от посёлка Поздняковка на берегу реки Латушка недалеко от автодороги Новая Ляля—Павда.

## История
Возможно, получил название от реки Малая Лата — так назывался один из притоков реки Латушки или сама река Латушка.
В качестве трудпосёлка для раскулаченных из Украинской ССР был образован в начале 1930-х годов. В 1946 году здесь были поселены депортированные из Литвы. Умершие спецпоселенцы похоронены на кладбище в 600 м к юго-востоку от посёлка. Использование труда ссыльных осуществлялось через заключение договоров с хозяйственными организациями. Хозорганизацией Малой Латы был совхоз.
Решением облисполкома от 18 августа 1954 года № 567 центр Караульского сельсовета из села Караульское перенесён в Малую Лату. Указом Президиума Верховного Совета РСФСР от 16 сентября 1954 года Караульский сельсовет был переименован в Малолатинский сельсовет. Указом Президиума Верховного Совета РСФСР от 1 февраля 1963 года Малолатинский сельсовет вошёл в состав образованного Новолялинского промышленного района. Решением облисполкома от 19 марта 1969 года № 204 центр Малолатинского сельсовета перенесён из посёлка Малая Лата в посёлок Поздняковка; Малолатинский сельсовет переименован в Поздняковкий. Решением облисполкома от 30 декабря 1976 года № 1099 посёлок Малая Лата исключён из учётных данных как населённый пункт, прекративший существование.
В 2004 кладбище изучил литовский исследователь Г. Алекна. Проведена фотосъемка, составлена схема расположения литовских захоронений. Надгробия сохранились частично, надписи на них утрачены. В 2010 году на кладбище работала литовская молодежная экспедиция «Миссия Сибирь». Участники экспедиции расчистили литовский участок кладбища и укрепили надгробия.

## Население
По состоянию на 1941 год в посёлке проживало 423 человека. В настоящее время жителей нет.